# Dien Bien Phu
Dien Bien Phu (vietnamsky Điện Biên Phủ) je hlavní město vietnamské provincie Điện Biên. Leží v severozápadním cípu vietnamského území, pouze 10 km od hraničního přechodu do Laosu. V současnosti má vlastní město zhruba 73 tisíc obyvatel, z toho mírnou většinu dosud tvoří příslušníci vietnamských národnostních menšin, zejména Thajové (viet. Thái), Hmongové nebo Si La. Původně byla lokalita zvána Mường Thanh, kterýžto název vycházel z místního thajského pojmenování přepisovaného jako Mường Then – tradičně totiž toto území obývali především Thajové.
Dien Bien Phu se zapsalo do dějin zejména jako místo rozhodující bitvy Indočínské války na jaře 1954. Vietnamci v ní uštědřili porážku svým dosavadním kolonizátorům, Francouzům.

## Galerie

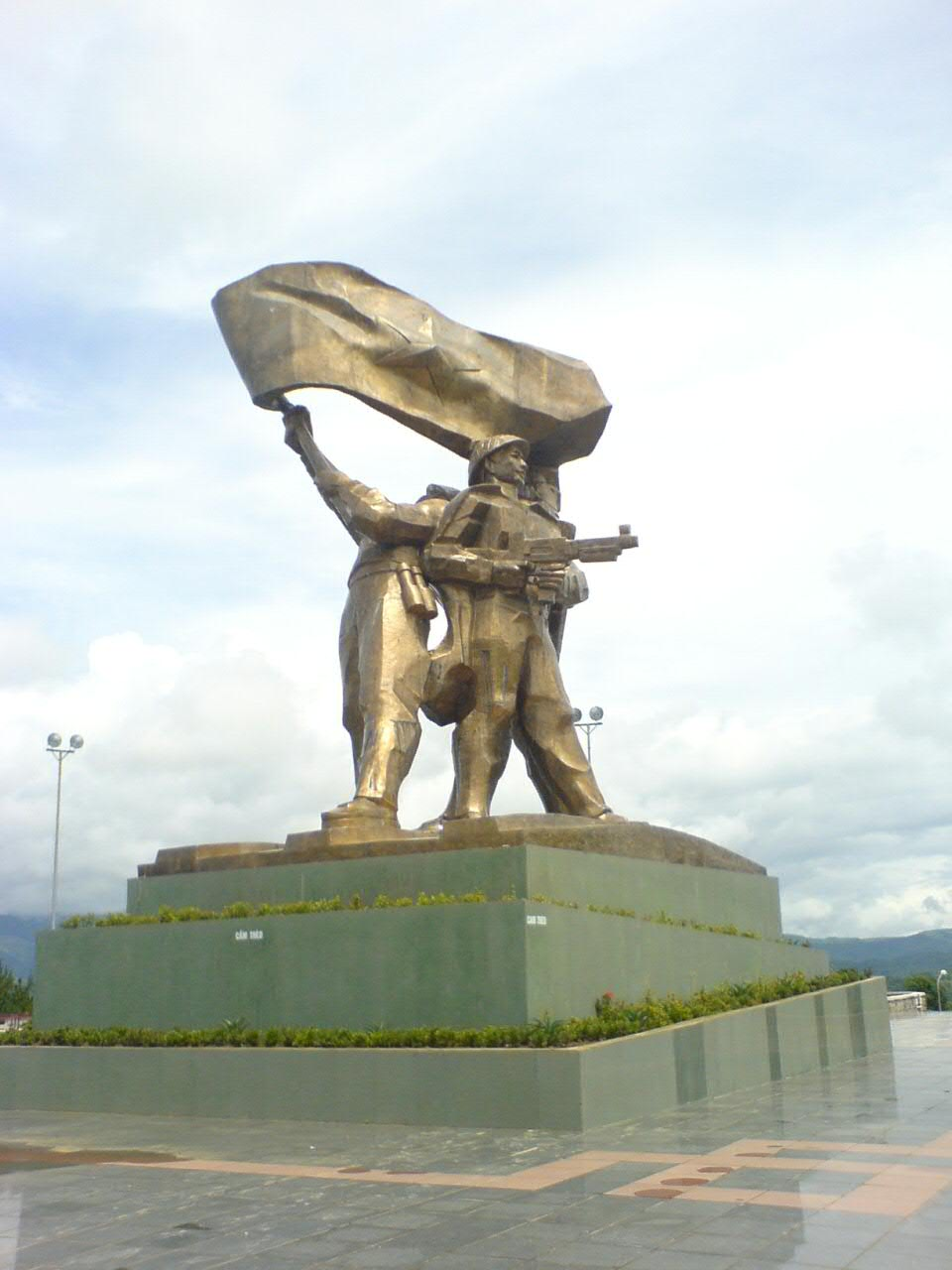
Socha v městě Dien Bien Phu
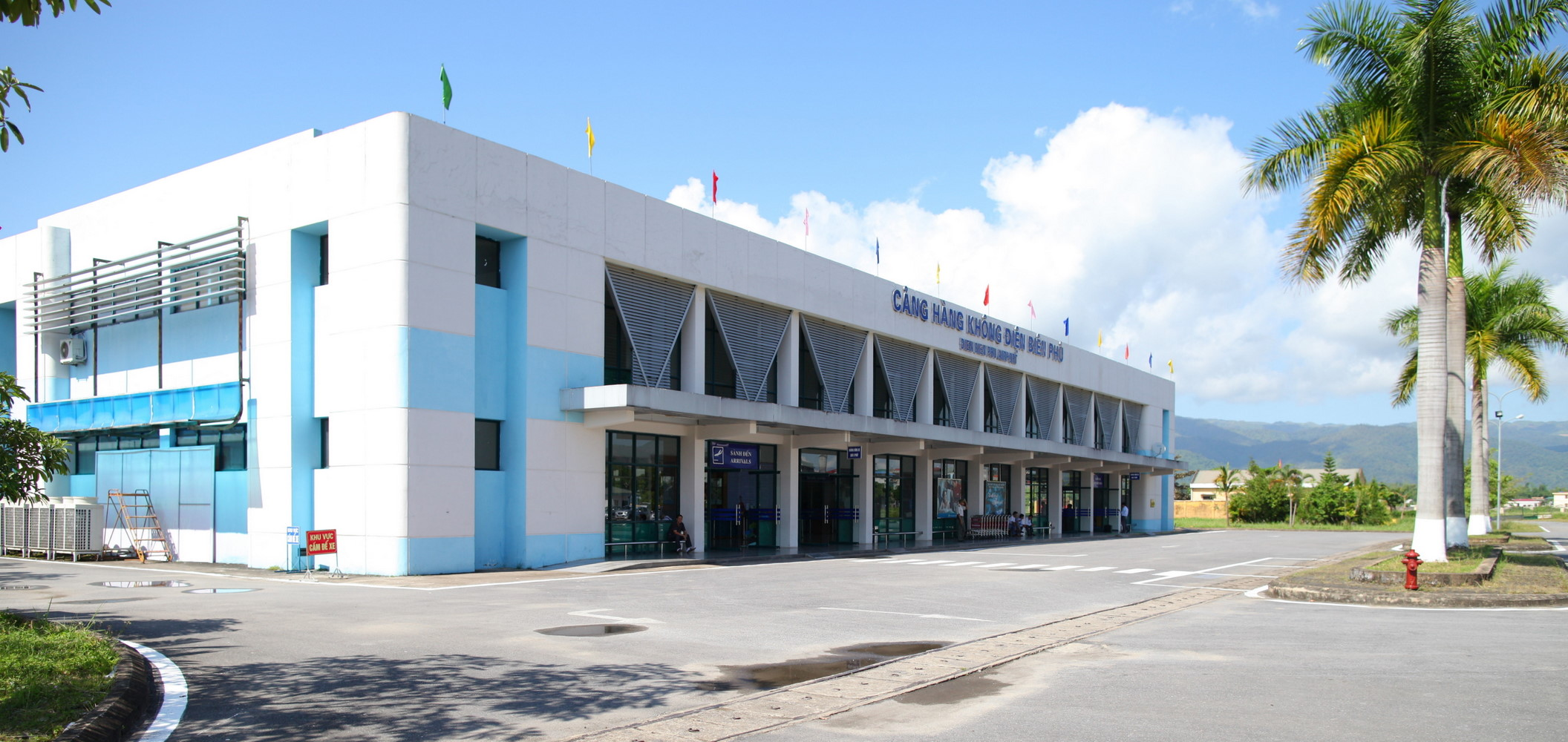
Dien Bien Phu Airport, místní letiště
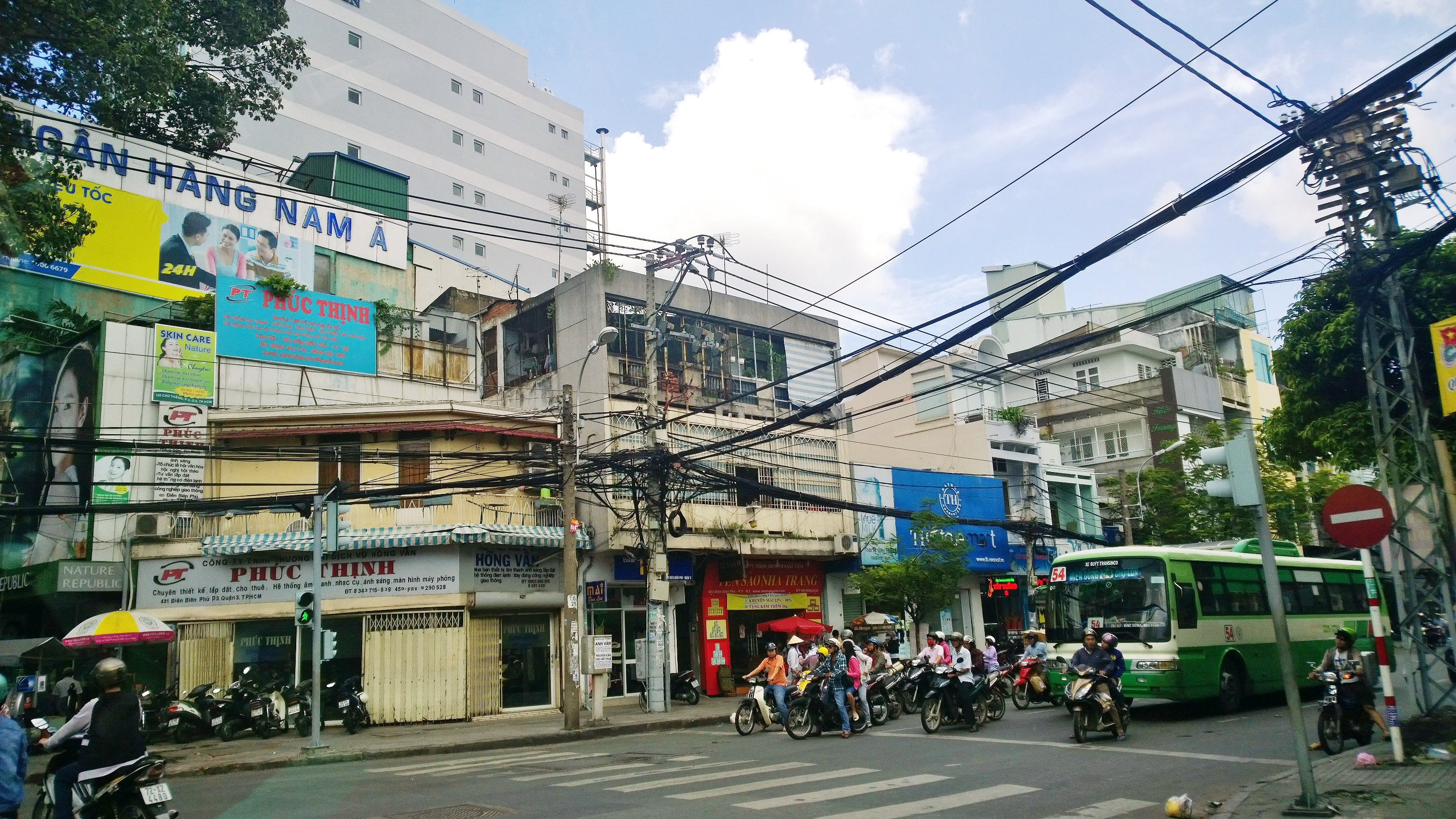
Dien Bien Phu